# Liza Minnelli (Album)
Liza Minnelli ist das vierte Studioalbum von Liza Minnelli. Es wurde von Oktober bis Dezember 1967 in Los Angeles aufgenommen und erschien im Sommer 1968. Alle Lieder sind komplett auf der Kompilation The Complete A&M Recordings (2008) enthalten.

## Hintergrund
Im Jahr 1967 wurde Minnelli A&M Records unter Vertrag genommen. Mit dem ersten nach ihr benannten Studioalbum erweiterte sie, den aktuellen Anforderungen der Musikindustrie entsprechend, ihr Repertoire um zeitgenössische Popsongs wie dem von Burt Bacharach geschriebenen Titelsong Look of Love zum Kinofilm Casino Royale, dem Beatles-Song For No One sowie Sonny Bonos You'd Better Sit Down, Kids. Ebenfalls ist mit (The Tragedy of) Butterfly McHeart ein Lied aus der Feder ihres damaligen Ehemannes Peter Allen auf dem Album enthalten. Auch wenige Bühnenstandards nahm Minnelli auf, hier etwa My Mammy, einem alten Signatursong ihrer Mutter Judy Garland. Mit Married und Happy Time flossen auch zwei Lieder des Musical-Duos Kander/Ebb in die Arrangements ein, für die Peter Matz, Nick DeCaro, Bob Thompson und J. Hill verantwortlich waren.

## Trackliste
1. Debutante’s Ball (Randy Newman) – 2:55
2. Happyland (Randy Newman) – 2:26
3. Look of Love (Burt Bacharach, Hal David) – 3:30
4. (The Tragedy of) Butterfly McHeart (Peter Allen) – 2:19
5. Waiting for My Friend (John Addison, George Melly) – 2:49
6. Married (John Kander, Fred Ebb) – 1:32
7. You’d Better Sit Down, Kids (Sonny Bono) – 3:22
8. So Long Dad (Randy Newman) – 2:07
9. For No One (John Lennon, Paul McCartney) – 2:28
10. My Mammy (Walter Donaldson, Sam M. Lewis) – 3:03
11. Happy Time (John Kander, Fred Ebb) – 2:46

## Rezeption
Der Kritiker JT Griffith bezeichnet das Album Liza Minnelli als eine dynamische und gelungene Zusammenstellung vieler Singer-Songwriter-Hits mit klassischen Broadway-Nummern. Das Hi-Fi/Stereo Review Magazine kürte es zum „Besten Album des Jahres“.